# Philadelphie (Égypte)
Pour les articles homonymes, voir Philadelphie (homonymie).
Philadelphie est une ancienne ville du Fayoum en Égypte. Ses ruines sont situées aux lieux désormais appelés Kom el-Kharaba el-Qebir, Kom el-Hammam, Darb Girza, Kom Darb Gerza ou er-Rubayyat, à environ 40 kilomètres au nord-est de Médinet el-Fayoum.

## Histoire
Philadelphie est une fondation ptolémaïque. On ne sait pas s'il existait précédemment un site de la période pharaonique. La ville est abandonnée au Ve siècle.

## Fouilles archéologiques
Les ruines de la ville couvrent une superficie d'environ 1 000 × 500 m. Vers 1900, la ville a été l'objet de plusieurs fouilles visant principalement à retrouver des papyrus, alors que peu d'attention était accordée à la ville elle-même et à son architecture. De nombreux portraits peint de personnes momifiées proviennent également des nécropoles de la ville.
En 2015, une prospection archéologique est menée par Ruey-Lin Chang (Institut français d'archéologie orientale).
Depuis 2016, les fouilles archéologiques de la nécropole de Philadelphie sont dirigées par Basem Gehad, du ministère du tourisme et des antiquités,. Elles aboutissent à d'importantes découvertes, notamment des fragments inédits de textes d'Euripide, les tragédies Inô et Polyidos.
En 2019, des fouilles archéologiques, dirigées par Ruey-Lin Chang, sont menées dans un quartier de potiers. Elles continuent en 2022. En 2023, les fouilles mettent au jour les restes de bâtiments qui ont sans doute servi d’entrepôt de céréales au IIIe siècle.

## Topographie
D'anciennes photographies aériennes et un plan sommaire de Ludwig Borchardt de 1924 montrent que la ville était organisée selon un plan en damier. Il y avait un temple de style égyptien au sud de la ville.

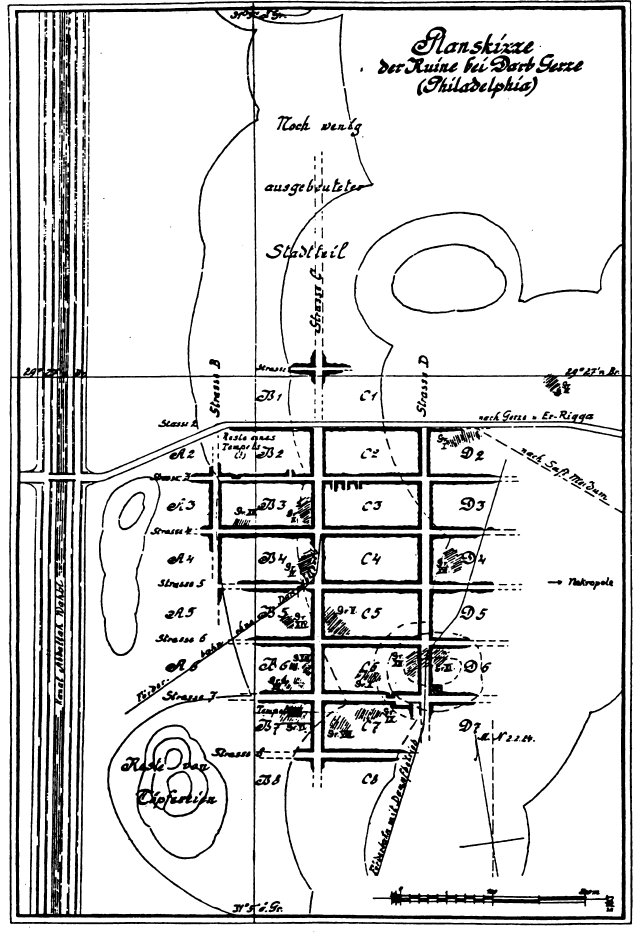
Plan de Ludwig Borchardt, 1924.
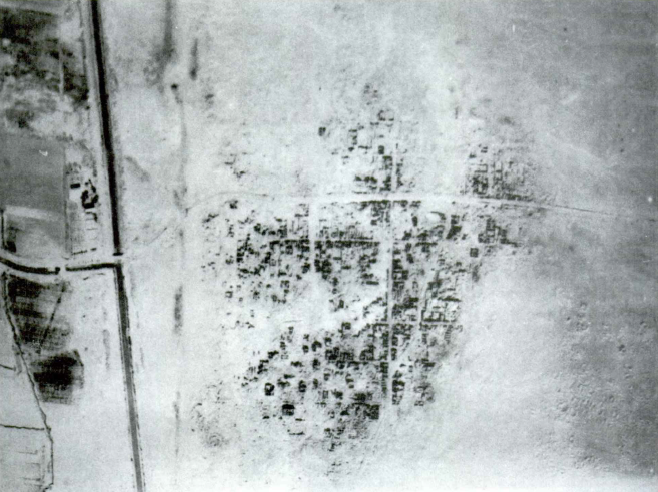
Photo aérienne, 1925.

## Papyrus
Parmi les papyrus retrouvés, les archives de Zénon de Caunos constituent une source importante pour l'histoire économique de la période hellénistique.